# Karl Ferdinand Sohn
Pour les articles homonymes, voir Sohn.

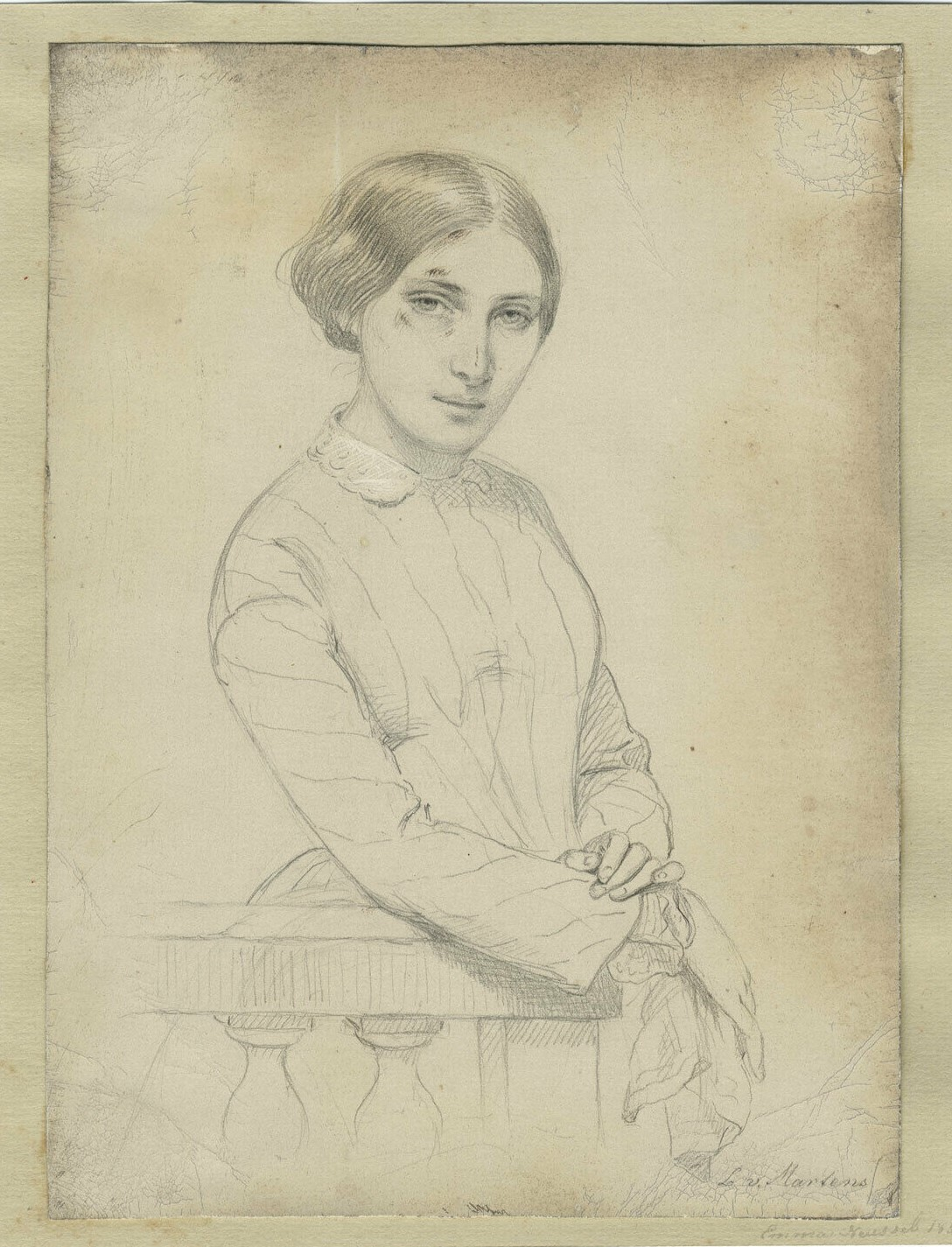
Karl Ferdinand Sohn a formé de nombreuses femmes peintres. Parmi ses élèves figuraient les peintres Luise von Martens et Emma Elwin (née Neussel). Le portrait actuel d'Emma Elwin a été réalisé par Martens alors que toutes deux étaient âgées d'une vingtaine d'années. Il s'agit probablement du seul portrait d'Emma Elwin qui subsiste (collection privée, Allemagne).

Karl Ferdinand Sohn (né le 10 décembre 1805 à Berlin et mort le 25 novembre 1867 à Cologne) est un peintre prussien.

## Biographie

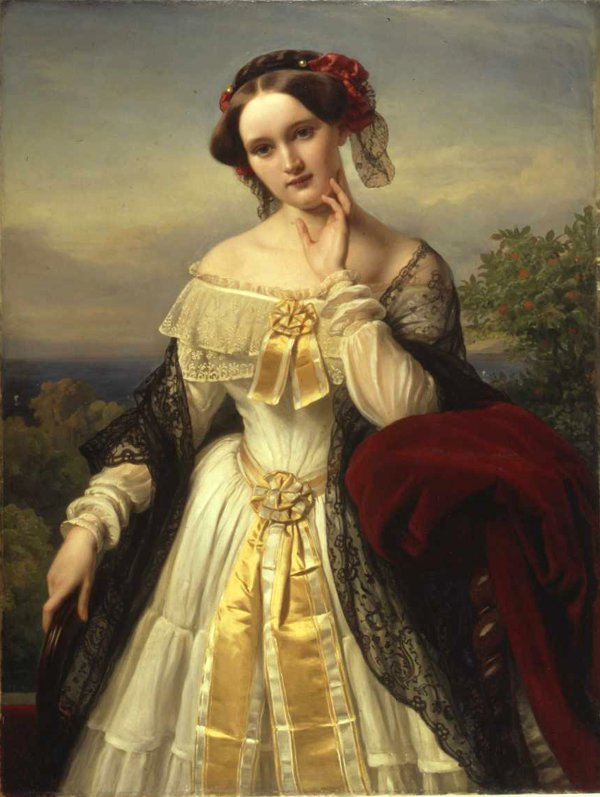
Portrait de Mathilde Wesendonck, 1850

À 18 ans, Karl Ferdinand Sohn s'inscrit à l'université des arts de Berlin et est l'élève de Wilhelm von Schadow. Avec d'autres élèves, il le suit lorsqu'il part pour l'Académie des beaux-arts de Düsseldorf. Pour ses premières œuvres, il cherche ses sujets dans l'Antiquité puis dans la littérature, des auteurs tels que Le Tasse ou Johann Wolfgang von Goethe.
De 1832 à 1855 puis 1859 à 1863, il est maître de conférences à l'Académie des beaux-arts de Düsseldorf. Parmi ses élèves, il y a Anselm Feuerbach. Mais c'est toute l'École de peinture de Düsseldorf que Karl Ferdinand Sohn influence.
Karl Ferdinand Sohn épouse le 18 janvier 1834 à Düsseldorf Émilie Auguste von Mülmann. Ses fils Richard Sohn (de) et Karl Rudolf Sohn deviendront portraitiste et peintre de scène de genre. Plus tard, il épouse Else Rethel, la fille du peintre Alfred Rethel. Le peintre Wilhelm Sohn est son neveu et son élève.
Il meurt le 25 novembre 1867 au cours d'une visite à son ami Ferdinand Hiller.

## Élèves
- Anselm Feuerbach
- Marie Wiegmann
- Amalie Bensinger
- Elisabeth Jerichau-Baumann
- Heinrich Ludwig Philippi
- Clemens Bewer (de)
- Marc Louis Benjamin Vautier
- Jenny Eckhardt